# Ramshäll

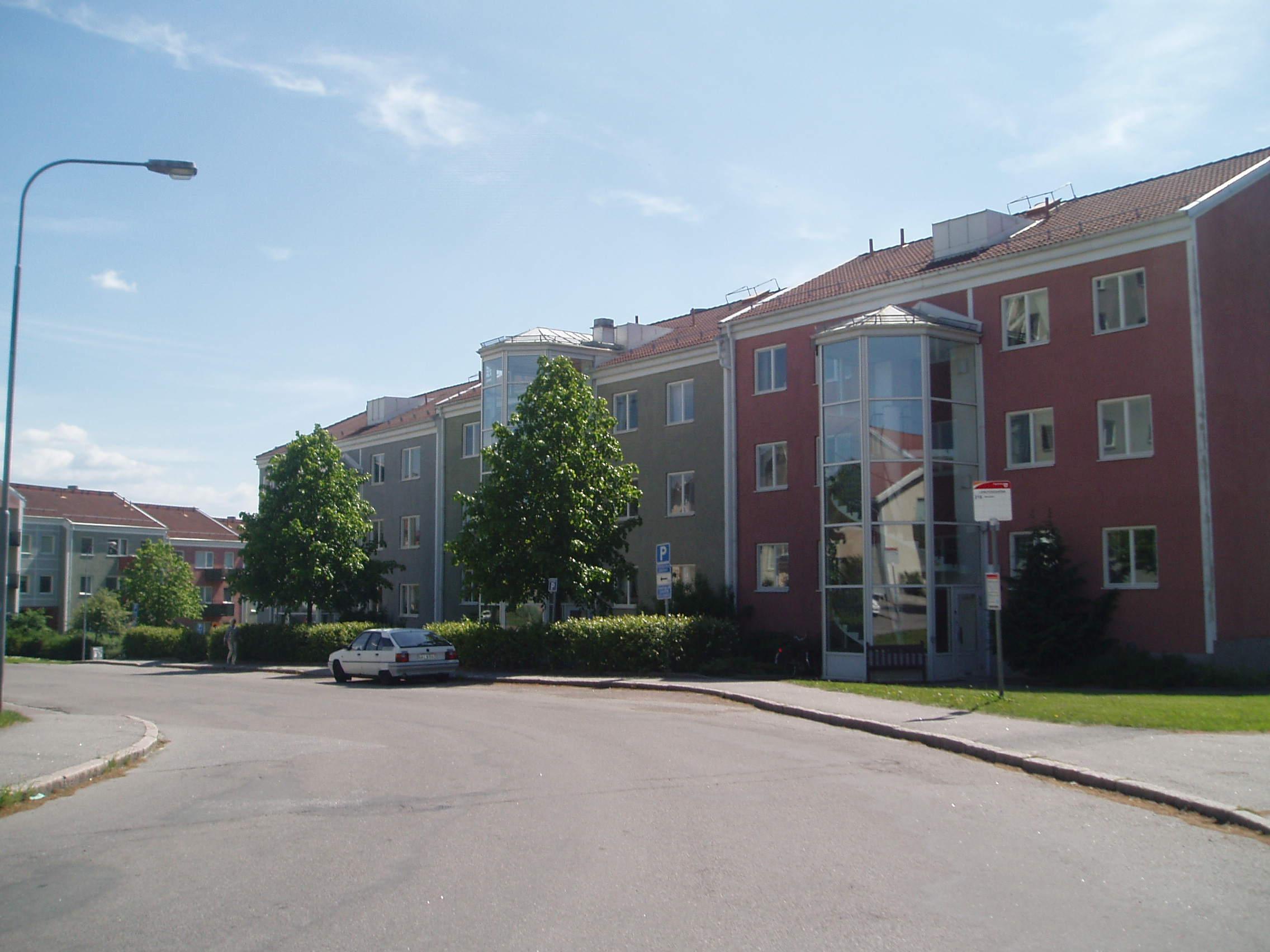
Hus i området Majelden i Ramshäll.

Ramshäll är en relativt centralt belägen stadsdel i Linköping. Bebyggelsen består mestadels av flerbostadshus med en mycket stor andel smålägenheter. Villaområdet i nordöstra delen av Ramshäll, med hus från förra sekelskiftet och framåt, rankas som Östergötlands dyraste villaområde enligt SVT Östnytt.[källa behövs]
I området finns Berga hage, ett stort skogbevuxet rekreationsområde, med bland annat Linköpings vattentorn. Trots namnet ligger inte Berga hage i stadsdelen Berga, Linköping. Området har förskolor, men ingen grundskola. Där finns även servicehus för äldre.

## Invånare
I december 2008 bodde här 1 504 personer. År 1965 var folkmängden 2 630 personer, därefter har en kraftig utglesning skett.

## Gränsande stadsdelar
Ramshäll gränsar till stadsdelarna Innerstaden, Hejdegården, Vimanshäll, Berga, Garnisonen och Ekkällan.